# Vorderlahnerkopf
Der Vorderlahnerkopf ist der zweithöchste Berg der Chiemgauer Alpen. Er liegt zwischen Ruhpolding und Unken auf der Grenze von Deutschland und Österreich. Seine Höhe wird mit 1907 Metern angegeben, gelegentlich aber auch mit 1909 Metern.

## Geographische Lage
Der Vorderlahnerkopf erhebt sich auf der deutsch-österreichischen Grenze, die das Land Bayern mit dem Landkreis Traunstein vom österreichischen Land Salzburg mit dem dortigen Bezirk Zell am See (Pinzgau) abtrennt. Der Berg liegt 9,6 Kilometer südsüdöstlich von Ruhpolding und 10,4 Kilometer südsüdwestlich von Inzell, 3,5 Kilometer nordöstlich vom Unkener Heutal und 5,1 Kilometer nordwestlich des Saalachtales. Zusammen mit dem östlich vorgelagerten Hirscheck (1882 m) sowie den westlich anschließenden Reifelberg (oder Hinterlahnerkopf – 1883 m) und Fischbachkopf (1694 m) bildet der Vorderlahnerkopf das Massiv der Reifelberge. Dieses gehört seinerseits zum Gebirgsstock des Sonntagshorns (1961 m), dessen Gipfel sich in der östlichen Verlängerung des Hirschecks befindet und nach Durchqueren der Scharte oberhalb des Mittleren Kraxenbachs (1699 m) über seinen Westgrat erreicht werden kann.
Vom Gipfel des Vorderlahnerkopfs aus zieht ein langer Grat nach Norden, der als Vordere Kraxenbachschneid bezeichnet wird. Die 2 Kilometer lange Schneid trennt das Tal des Vorderen Kraxenbachs im Westen vom Mittleren Kraxenbach im Osten. Sie endet auf 1040 Meter über NHN südlich oberhalb des Danzingbachs.
Der Vorderlahnerkopf zeigt zwei sehr unterschiedliche Seiten – relativ einfaches und sanftes, dem generellen Schichteinfallen folgendes Wiesen- und Latschengelände auf der Südabdachung, jedoch eine sehr schroffe, felsige Nordseite, insbesondere die Nordostflanke bricht sehr steil und ausgesetzt zum Großen Sand hin ab.
Der mit einem Gipfelkreuz versehenene Berg bietet einen schönen Blick auf das benachbarte Sonntagshorn und den Reifelberg. Sein Panorama reicht von Hohem Göll über Watzmannmassiv, Reiter Alm, Leoganger Steinberge, Loferer Steinberge, Kaisergebirge hin zu den Chiemgauer Alpen und zum Chiemsee. Bei guter Witterung sind die Hohen Tauern und sogar der Olperer zu erkennen.

## Zugang
Der einfachste Zugang zum Vorderlahnerkopf erfolgt von Heutal (Parkplatz Heutal – 970 m) aus via Hochalm (1450 m) über die Südflanke. Der Aufstieg von Norden (Ausgangspunkt Schwarzachenalm – 760 m) über das Tal des Mittleren Kraxenbachs und den Großen Sand ist steinschlaggefährdet und verlangt etwas Kletterei in der Schartenverschneidung (Schwierigkeitsgrad II). Gelegentlich wird der Berg als Abstecher auch vom Sonntagshorn aus erstiegen. Eine weitere Variante stellt die Überschreitung des gesamten Reifelbergkammes dar – mit Abstieg vom Fischbachkopf zum Adlerkopf (1338 m).

## Geologie
Der Gipfel des Vorderlahnerkopfs wird von Plattenkalk des Oberen Noriums aufgebaut, der mit etwa 45° nach Süden einfällt. Im Liegenden des Plattenkalks folgt norischer Hauptdolomit, der am Nordgrat bereits 200 Meter nördlich des Gipfels einsetzt und dann am gesamten Nordgrat weiter zu verfolgen ist. Diese triassischen Sedimente gehören zum Tirolischen Bogen und bilden Teil der Staufen-Höllengebirgs-Decke des Tirolikums. Die Scharte zum Hirscheck mit darunterliegender Rinne stellt eine Nordost- bis Nordnordost-streichende Störung dar. Die Hangschuttmassen des Großen Sandes dürften in ihrer Entstehung über das Holozän hinaus bis in die Würm-Kaltzeit zurückreichen. Die bis zu 500 Meter langen Schuttmassen stammen vorwiegend vom Hirscheck, vom Vorderlahnerkopf und von der Vorderen Kraxenbachschneid, zum Teil aber auch von der Nordwestflanke des Sonntagshorns.

## Ökologie

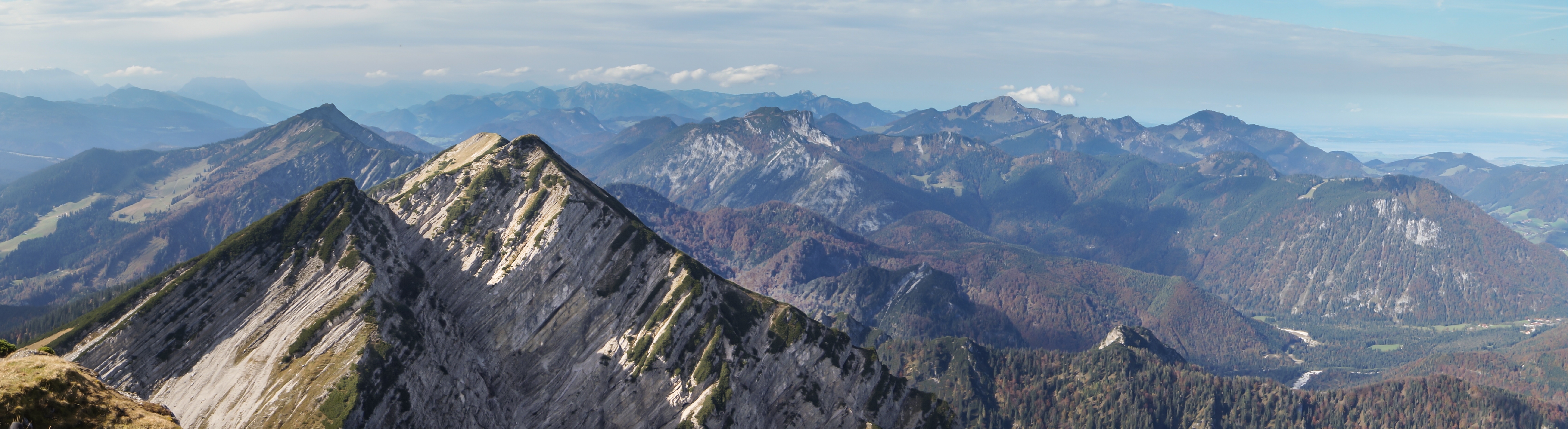
Blick vom Sonntagshorn nach Westen auf Hirscheck und Vorderlahnerkopf im Vordergrund

Die deutsche Nordseite des Vorderlahnerkopfs liegt seit 1955 im nahezu 100 Quadratkilometer großen Naturschutzgebiet Östliche Chiemgauer Alpen, welches gleichzeitig als Vogelschutzgebiet fungiert. Sie befindet sich außerdem im Zeller Forst der Gemeinde Ruhpolding. Die Südabdachung gehört zu den Saalforsten – genauer mit einer Fläche von 296,4 Hektar unter der Nummer 65 (Hirscheck und Kothleiten) zum Revier Unken 2 der Katastralgemeinde Gföll.
Der Große Sand zu Füssen des Vorderlahnerkopfs ist unter der Nummer 189R037 vom Bayerischen Landesamt für Umwelt (LfU) als 182.000 Quadratmeter großes Geotop ausgewiesen.